# Slacklining

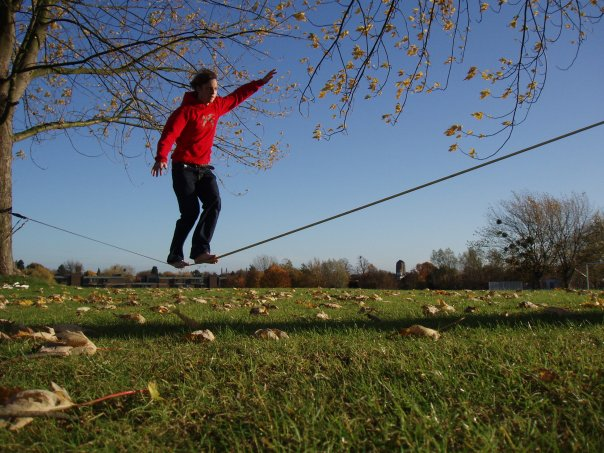
Đi thăng bằng trên dây chùng (Slacklining)

Đi thăng bằng trên dây chùng (slacklining) được hiểu là hành động đi bộ, chạy bộ hoặc giữ thăng bằng dọc theo chiều dài của sợi dây được treo trên cao. Đi thăng bằng trên dây chùng giống với đi thằng bằng trên dây quấn hoặc dây thừng, dây buộc. Đi thăng bằng trên dây chùng khác với dây quấn và dây buộc ở loại vật liệu được sử dụng và lực căng được áp dụng trong quá trình sử dụng. Dây chùng được kéo căng ít hơn và đáng kể hơn so với dây buộc hoặc dây quấn để tạo ra một đường chuyển động kéo dài và nó giúp nảy lên như một tấm bạt lò xo. Độ căng có thể được điều chỉnh để phù hợp với người dùng và các loại dây khác nhau có thể được sử dụng trong các trường hợp khác nhau.

## Phân loại

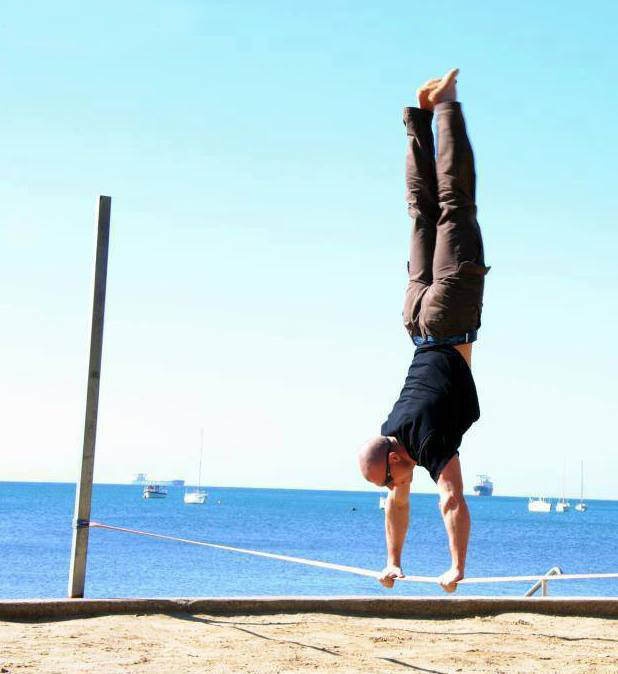
Trồng chuối trên dây (Slackline handstand)

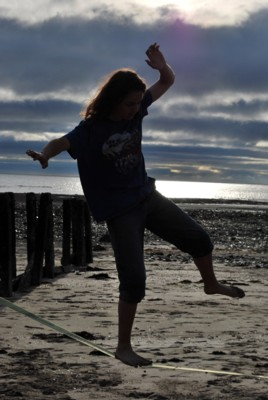
Slacklining – Đi dây thăng bằng trên bãi biển

### Urbanlining
Urbanlining hoặc urban slacklining là sự kết hợp giữa nhiều phong cách khác nhau. Nó được sử dụng luyện tập trên các bãi biển, hoặc trong công viên thành phố. Phần lớn Urbanlining được diễn tập trên không gian rộng 2 inch (5 cm), nhưng một số có thể sử dụng hẹp (5⁄8 hoặc 1 inch, 1,6 hoặc 2,5 cm). Một hình thức khác của Urbanlining là tính thời gian giữ thăng bằng trên dây, trong đó người ta cố gắng duy trì trạng thái chùng xuống càng lâu càng tốt mà không bị tụt dốc. Điều này đòi hỏi sự tập trung cao độ và tập trung ý chí, và là một bài tập luyện sức bền tuyệt vời cho các cơ ở tư thế. Một loại giữ thăng bằng khác được kết hợp sử dụng khi đi thăng bằng trên dây bằng tư thế trồng cây chuối ngược. Đây là động tác rất thú vị đang phát triển trong văn hóa luyện tập đường phố.

### Highlining

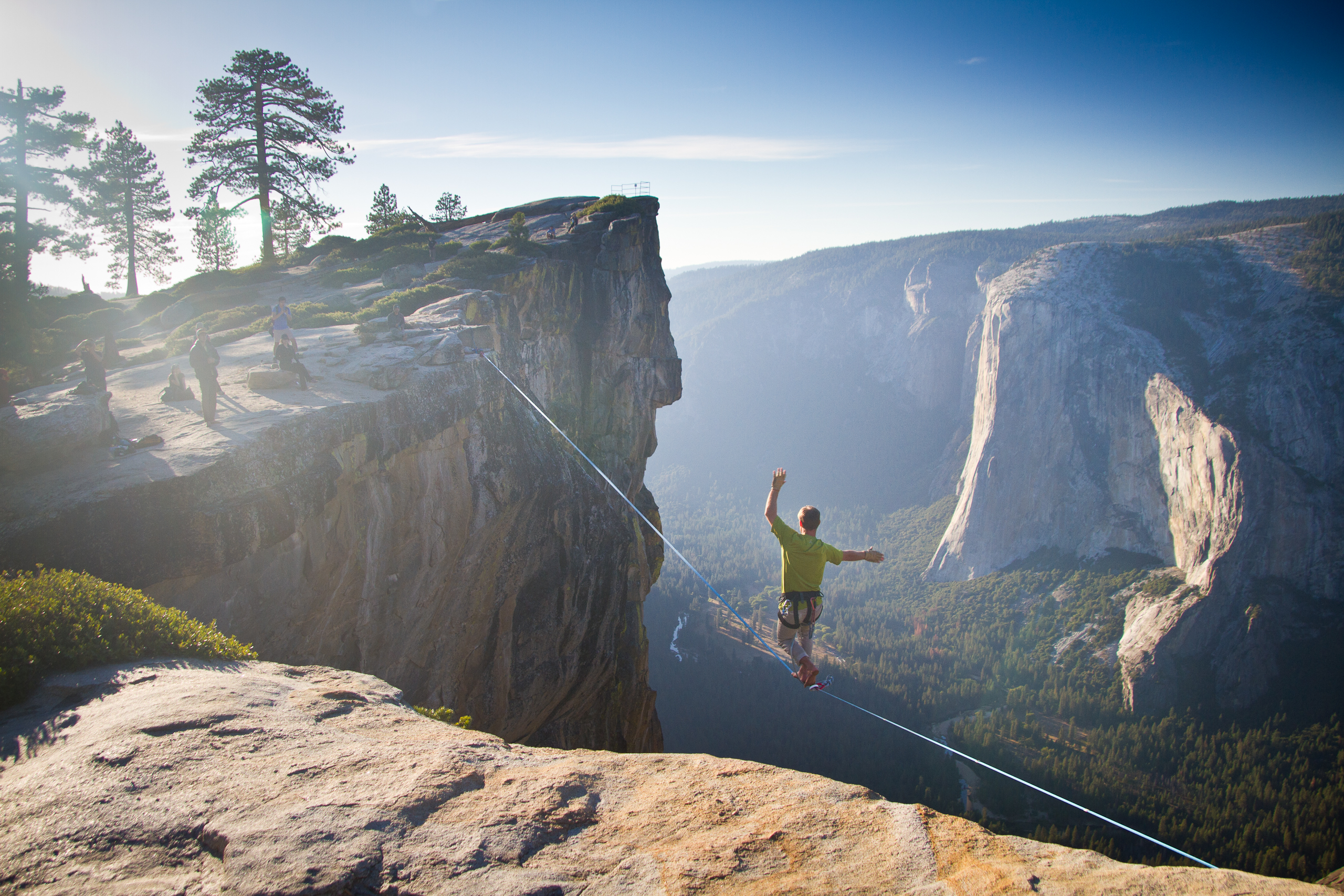

Highlining là  đi thăng bằng trên dây chùng xuống ở độ cao nhất định so với mặt đất hoặc mặt nước. Nhiều vận động viên chùng coi việc nâng cao độ cao là đỉnh cao của môn thể thao này. Đường dây thường được thiết lập ở các vị trí đã được sử dụng hoặc vẫn được sử dụng cho Tyrolean traverse. Khi cố định độ cao và đường dây, những người có kinh nghiệm thực hiện các biện pháp để đảm bảo rằng các neo chắc chắn và dự phòng trường hợp cân bằng được sử dụng để cố định đường dây vào vị trí. Đi thăng bằng trên đường cao hiện nay thường đòi hỏi một đường dây chính của dây vải, dây vải dự phòng và dây leo hoặc dây amsteel để dự phòng. Tuy nhiên, nhiều đường cao chỉ được lắp đặt với đường chính và đường dự phòng, đặc biệt nếu đường cao có lực căng thấp (thấp hơn 4.000 N (900 lbf)), hoặc được lắp ráp bằng vải chất lượng cao như Loại 18 hoặc MKII Spider Silk (Tơ nhện). Nó cũng phổ biến để đệm tất cả các khu vực của giàn có thể tiếp xúc với bề mặt mài mòn. Để đảm bảo an toàn, hầu hết các vận động viên leo núi đều đeo dây leo núi hoặc thắt lưng swami với một sợi dây buộc vào chính dây chùng. Đôi khi các vận động viên đi thăng bằng còn thử sức với hình thức không sử dụng dây an toàn, hay còn gọi là "free-solo" slacklining hoặc Leash-less (trong tiếng Anh)  được đề xuất bởi Dean Potter và Andy Lewis.

### Slackline yoga

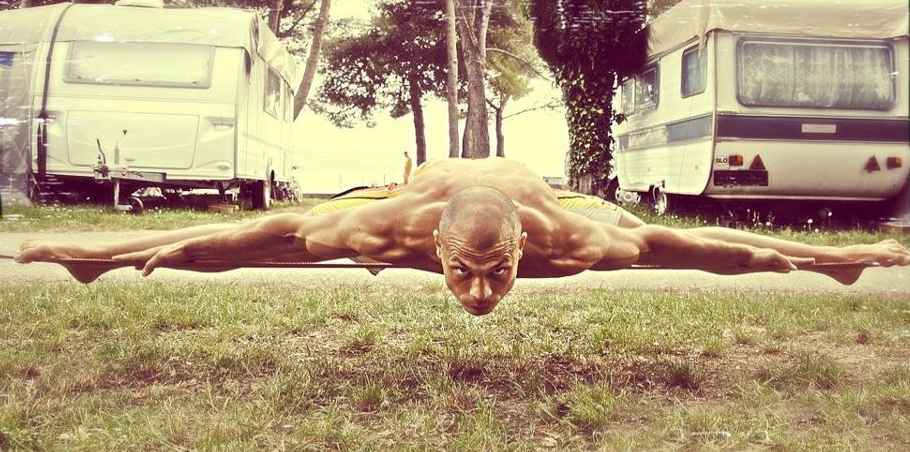

Slackline yoga được thực hiện bởi các động tác Yoga truyền thống và đồng thời thực hiện trên dây. Nó đã được mô tả là "chắt lọc nghệ thuật tập trung của yogic". Để giữ thăng bằng trên một đoạn dây 1 inch (2,5 cm) căng nhẹ giữa hai cây không phải là điều dễ dàng , và thực hiện các tư thế yoga trên đó thậm chí còn khó khăn hơn. Việc luyện tập đồng thời phát triển sự tập trung, cân bằng động, sức mạnh, hơi thở, tích hợp cốt lõi, tính linh hoạt và sự tự tin. Sử dụng các tư thế đứng, tư thế ngồi, thăng bằng cánh tay, tư thế quỳ, đảo ngược và độc đáo vinyasa, một yogi có tay nghề cao có thể tạo ra một bài tập yoga trôi chảy mà không bao giờ rơi khỏi dây.
Slackline yoga được xuất hiện trong tạp chí The Wall Street Journal, Yoga Journal và Climbing Magazine.

### Rodeo lines
Rodeo slacklining là nghệ thuật và thực hành để giữ thăng bằng trên một đoạn dây hoặc tấm vải được treo giữa hai điểm neo, Từ 15 đến 30 foot (455 đến 915 cm) và một phần từ 2 đến 3 foot (60 đến 90 cm) khỏi mặt đất ở trung tâm. Loại đường chùng rất "chùng" này mang lại nhiều cơ hội cho cả động tác xoay người và động tác tĩnh. Một dây rodeo không có trạng thái thăng bằng bên trong, trong khi cả hai đường dây chùng truyền thống và dây buộc đều giữ được thăng bằng. Độ chùng của sợi dây hoặc tấm vải này cho phép nó lắc lư ở biên độ lớn và thêm một động lực khác. Hình thức này lần đầu tiên trở nên phổ biến vào năm 1999, thông qua một nhóm sinh viên từ Colby College tại Waterville, Maine. Nó được viết lần đầu tiên trên một trang web có tên là "Trung tâm Kền kền đỉnh cao cho Nghiên cứu về tự do và Rodeo trượt dốc" vào năm 2004. Bài báo "Cách mạng cũ - Nhận thức mới - 3-10-04" mô tả chi tiết những phát triển ban đầu này.

### Lịch sử
Mặc dù đi bộ trên dây chùng đã xuất hiện theo cách này hay cách khác trong hàng ngàn năm, nhưng nguồn gốc của động tác chùng chân ngày nay thường được cho là do một vận động viên leo núi đá tên là Adam Grosowsky đến từ miền nam Illinois năm 1979 khi anh ta mười sáu tuổi. Vào năm 2012, một màn trình diễn chậm chạp của Andy Lewis đã được Madonna giới thiệu như một phần của chương trình.  Nó đã gây chú ý trong Thế vận hội Rio 2016 khi người thực hiện đi bộ giữ thăng bằng trên dây chừng Giovanna Petrucci biểu diễn trên bãi biển tại Ipanema, thu hút sự chú ý của tờ báo New York Times. Một vận động viên trượt tuyết chuyên nghiệp được cho là đã leo lên một tháp thang máy trượt tuyết ở Colorado và băng qua một sợi dây cáp để cứu một người đàn ông bị thang máy trượt tuyết bắt vào tháng 1 năm 2017.
Highlines được lấy cảm hứng từ highwire. Chuyến đi bộ thành công đầu tiên được ghi nhận cho Scott Balcom 20 tuổi và Chris Carpenter 17 tuổi, những người đã thực hiện chuyến đi bộ đầu tiên được ghi lại bằng tài liệu trên đường cao bằng vải nylon. Đường cao này, bây giờ được gọi là 'The Arches' đã xấp xỉ 30 foot (9 m) độ dài và 120 foot (35 m) độ cao tại Pasadena, California. Vào ngày 13 tháng 7 năm 1985, Scott Balcom đã vượt qua thành công đường cao tốc Lost Arrow Spire. Năm 1995, Darrin Carter thực hiện những pha băng qua không được bảo vệ ở Yosemite và The Fins, ở Tucson, AZ trên Mt. Đường cao tốc Lemmon. On ngày 16 tháng 7 năm 2007, Libby Sauter became the first woman to successfully cross the Lost Arrow Spire,. Năm 2008, Dean Potter trở thành người đầu tiên BASE nhảy từ một đỉnh cao tại Hell Roaring Canyon, Utah.

## Kỷ lục
- Longest highline: Kỷ lục được thiết lập vào ngày 27 tháng 7 năm 2019, bởi Mia Noblet ở British Columbia và Lukas Irmler của Đức. Cả hai đều vượt qua một dây chùng dài2 kilômét (1,2 mi) với độ cao hơn 200 mét (660 ft) ngay trên địa điểm open-pit Jeffrey Mine tại Asbestos, Quebec, trong suốt lễ hội slackline và highline. Noblet đã hoàn thành lượt đi bộ của mình trong 58 phút.[26]
- Đường đi bộ trên không dài nhất (Longest free solo highline) không dùng dây bảo hộ được đi bộ tại Hẻm núi Verdon ở miền Nam nước Pháp. Với chiều dài 110m và cao 200m, nó được đi bộ bởi Slackliner người Đức Friedi Kühne.[27] Đường đi bộ trên không dài nhất không dùng dây bảo hộ, được thực hiện bởi Faith Dickey, người đã đi trên đường cao dài 28 mét trong Ostrov, Czech Republic vào tháng 8 năm 2012. Với độ cao 25 mét.
- Độ trễ cao nhất (Highest slackline) trong kỷ lục được Christian Schou thực hiện vào ngày 3 tháng 8 năm 2006 Kjerag tại Rogaland, Norway. Sợi dây được đặt trên 1.000 mét (3.281 ft) độ cao. Dự án được lặp lại bởi Aleksander Mork vào tháng 9 năm 2007.[28] Kỷ lục thế giới hiện tại cho biết đường đi dây cao nhất được nắm giữ bởi Friedi Kühne, Mia Noblet, Gennady Skripko, Vladimir Murzaev, Maksim Kagin, Alexander Gribanov và Nathan Paulin. Tất cả bảy vận động viên đã cố gắng đi bộ thăng bằng trên đường dài 220m, cao 350m giữa Tháp Oko và Tháp Neva 2 ở Moscow, vào ngày 7 tháng 9 năm 2019.[29][30]
- Đường dây dài nhất (Longest slackline/ongline) do một người phụ nữ đi bộ, với chiều dài 230 mét (750 ft), đã được đi vào tháng 9 năm 2014 tại Lausanne (CH) bởi Laetitia Gonnon.
- Longest blindfolded slackline walk: Vào ngày 28 tháng 4 năm 2019 tại Kislovodsk, Nga, theo đó, Friedi Kühne và Lukas Irmler đến từ Đức đã đi bộ trên đường dốc dài 975m, cao 200m hoàn toàn nhắm mắt, đảm bảo điều này bằng một tấm bịt mắt được buộc trên mắt. Do đó, họ đã phá kỷ lục thế giới về lần đi bộ trượt dài nhất bị bịt mắt.[31]